# SOCAR (empresa petroliera)
SOCAR - State Oil Company of Azerbaijan Republic (en àzeri, Azərbaycan Respublikası Dövlət Neft Şirkətu; en català, «Companyia Estatal Petroleira de la República de l'Azerbaidjan», CEPRA) és l'empresa estatal energètica i petroquímica de l'Azerbaidjan, amb seu a Bakú. Es dedica a l'exploració, producció, transport i refinament de petroli i gas en el sector àzeri de la mar Càspia. La Companyia Estatal Petroliera de la República de l'Azerbaidjan s'encarrega de la cerca, l'exploració i l'explotació dels jaciments de gas i petroli en el mar i la terra, l'elaboració i l'exportació de condensador de gas i petroli, fins i tot la venda al mercat mundial dels productes que en deriven. El President de la Companyia és Rovnag Abdullayev.

## Història
SOCAR va ser creada segons el Decret de 13 de setembre de 1992 del president de la República Azerbaidjanesa Heydar Aliyev sobre base del Conjunt Industrial Azerneftkimya i el Consorci Estatal Azerineft. La companyia gestiona camps petroliers, refineries, una processadora de gas natural i el transport per canonada dels recursos naturals al seu territori. Representa l'estat en el complex petrolier Azəri-Çıraq-Günəşli i posseeix un 25% de l'oleoducte Bakú-Tiflis-Ceyhan. A més, es dedica a comercialitzar productes derivats del petroli.
Amb l'arribada del segle XXI, SOCAR ha expandit la seva activitat a nivell internacional, mitjançant l'obertura de filials i el patrocini d'esdeveniments com el Festival d'Eurovisió 2012 o els tornejos de seleccions de la UEFA, entre ells l'Eurocopa 2016.

## Activitat
L'activitat de CEPRA al territori de la República de l'Azerbaidjan consisteix en la cerca dels jaciments en el mar i la terra, l'elaboració i l'exportació de condensats de gas i petroli, fins i tot la venda al mercat mundial dels productes derivats d'ells. La companyia realitza els següents tipus d'activitat, que es regula per la legislació:
- elaboració i preparació dels programes a llarg termini per al desenvolupament de les esferes relacionades;
- augment de l'efectivitat de la producció, realització de la política del règim relativa a l'economia i les existències energètiques;
- establiment de les relacions i transaccions comercials entre les empreses;
- garantia dels contactes mutus entre la Companyia i les autoritats designades de l'Estat per a la determinació de les perspectives de desenvolupament de branca;
- desenvolupament de la base productiva i social de branca, modernització de les empreses de la Companyia, la seva ampliació i reconstrucció;
- organització de l'enviament de petroli cru i gas natural produït;
- organització del refinament de petroli cru i gas natural;
- organització de venda del petroli cru i gas natural;
- posada en pràctica de la protecció del medi ambient.

## Representacions
A més de l'Azerbaidjan, disposa d'estacions de servei a Geòrgia, Ucraïna, Romania i Suïssa.

### Geòrgia
SOCAR Energy Georgia SRL va ser creada el 2006 i realitza les seves funcions a Geòrgia, amb la venda del petroli i els productes derivats d'aquest sent la principal d'elles. SOCAR Energy Geòrgia controla el 72% de les vendes de petroli i el 61% de les de dièsel a Geòrgia. Fins al 2011, CEPRA va posar en explotació les 66 gasolineres a Geòrgia.